# Фарейкино
Фарейкино, Фарейкин — хутор  в Ишимбайском районе Башкортостана, входившее в Кулгунинский сельсовет. Находился на р. Урюк.
Упразднено официально в 1981 году, согласно Указу Президиума ВС Башкирской АССР от 14.09.1981 N 6-2/327 «Об исключении некоторых населенных пунктов из учетных данных по административно-территориальному делению Башкирской АССР» вместе с ещё тремя нп. района: х. Ламшино Верхоторского сельсовета, Кудашево Кулгунинского сельсовета и д. Солёный Петровского сельсовета.

## Флора
Фарейкин находится на заповедной территории.
В окрестностях хутора обнаружены несколько видов мхов семейства Grimmiaceae (статья Золотов В.И., Баишева Э.З., 2003)
- Brachythecium albicans (Hedw.) B. S. G. – Rr. На почве среди камней на склоне хребта напротив устья ручья Маякташ. 13-181. На почве остепненного луга на правом берегу р. Урюк в 500 м северо-восточнее хутора Фарейкин. Филинов, 30.
- B. erythrorrhizon B. S. G. – Un. В разнотравном ельнике на левом берегу р. Урюк в 4 км юго-западнее хутора Фарейкин. Мартыненко, 107а.
- B. pallens (Brid.) Sw. ex Roehl. – Rr. На почве в поймах рек. Окрестности хутора Фарейкин, юго-восточный склон долины р. Урюк. 08-20. Правый берег р. Урюк между ручьями Исяшъелга

и Маякташ. 13-5.
- Cirri phyllum piliferum (Hedw.) Grout –  Rr.  На гниющей древесине в ельниках на склоне хребта. Левый берег р.Урюк напротив устья ручья Исяшъ-елга. 10-00. Левый берег р. Урюк, в 4 км юго-западнее хутора Фарейкин. Мартыненко 104а.
- Cnestrum schisti (Web. et Mohr) Hag. – Rr. На известняке на открытых скалах и на оголенных корнях ели над скалами на левом берегу р.Урюк напротив устья ручья Исяшъелга. 09-90, 09-133. В ельнике на левом берегу р. Урюк, в 4 км юго-западнее хутора Фарейкин. Мартыненко 109а.
- D. brevifolium (Lindb.) Lindb. – Un. Найден в ельнике в 6.5 км юго-западнее хутора Фарейкин. Левый берег р. Урюк. Мартыненко 97а.